# The Adventure of the Retired Army Colonel
The Adventure of the Retired Army Colonel è un cortometraggio muto del 1912 diretto e interpretato da Van Dyke Brooke.

## Produzione
Il film fu prodotto dalla Vitagraph Company of America.

## Distribuzione
Distribuito dalla General Film Company, il film - un cortometraggio in una bobina - uscì nelle sale cinematografiche statunitensi il 31 luglio 1912.